# Édouard Courtial
Édouard Courtial (ur. 28 czerwca 1973 w Neuilly-sur-Seine) – francuski polityk, samorządowiec, parlamentarzysta, sekretarz stanu w rządzie François Fillona.

## Życiorys
Ukończył studia ekonomiczne na Université Paris-Dauphine, został następnie absolwentem szkoły ESSEC. Pracował w firmach doradczych Ernst & Young oraz Capgemini. W latach 90. wstąpił do Unii na rzecz Demokracji Francuskiej, z której przeszedł do Unii na rzecz Ruchu Ludowego. W wyborach parlamentarnych w 2002 i w 2007 uzyskiwał mandat posła do Zgromadzenia Narodowego. W latach 2003–2015 był merem miejscowości Agnetz, wcześniej stanowisko to przez kilkanaście lat zajmował jego ojciec. W 2010 przez kilka miesięcy był także radnym regionu Pikardia. We wrześniu 2011 wszedł w skład rządu François Fillona, obejmując urząd sekretarza stanu ds. Francuzów zamieszkujących poza granicami kraju. Zakończył urzędowanie w maju 2012 wraz z całym gabinetem. W czerwcu tego samego roku utrzymał mandat deputowanego na kolejną kadencję. W 2015 stanął na czele władz departamentu Oise. W 2017 został wybrany w skład francuskiego Senatu (reelekcja w 2023).